# Anue
Anue è un comune spagnolo di 410 abitanti situato nella comunità autonoma della Navarra.